# Роберто де Ассіс Морейра
Роберто ді Ассіс Морейра (порт. Roberto de Assis Moreira, нар. 10 січня 1971, Порту-Алегрі) — бразильський футболіст, що грав на позиції півзахисника. Нині футбольний агент.
Виступав, зокрема, за «Греміо» та «Сьйон», а також молодіжну збірну Бразилії. Брат і агент бразильського футболіста Роналдінью.

## Клубна кар'єра
Роберто де Ассіс Морейра народився 10 січня 1971 року в Порту-Алегрі, будучи першою дитиною в сім'ї. Його мати Дона Мигуэлина працювала продавчинею і вчилася на медсестру. Його батько Жуан да Морейра Сілва був робітником на верфі, але рано пішов на пенсію через виробничу травму. Після цього Роберто клопотав про влаштування батька на автостоянку стадіону «Греміо». Раніше Жуан грав за місцеву аматорську команду «Крузейро».
Коли Роберто ледве виповнилося 11 років, він потрапив в футбольну школу «Греміо», де почались розмови про великий талант хлопця, його порівнювали за стилем і дриблінгом з Марадоною. Восени 1987 року Роберто провів блискучий фінальний поєдинок молодіжного чемпіонату штату. Саме завдяки його зусиллям юніори «Греміо» здобули перемогу. Оскільки молодь в Бразилії часто виступає перед основними складами, гравця молодіжки помітили селекціонери італійського «Торіно», які сиділи на трибунах, шукаючи заміну іншому бразильцю Леовежильдо Жуніору, що саме покинув туринський клуб. Їх цікавив Валдо Фільйо, найважливіших гравець «Греміо», втім португальське «Бенфіка» встигла перехопити гравця і скаути звернули увагу на юного Роберто.
Майстерність шістнадцятирічного півзахисника перевершувала рівень одноліток і «Греміо» готувало для Ассіса перший професійний контракт, але через 5 днів після яскравого фінального матчу італійці потайки посадили футболіста в літак і відправили в Турин. По прильоту Ассіса чекав двотижневий випробувальний термін і можливий контракт з місцевим клубом. Обуренню уболівальників і керівництва «Греміо» не було меж. Начальство клубу переглянуло запропонований Ассіс контракт, тільки б він повернувся на батьківщину. Втім забезпечений «Торіно» запропонував гравцю 26 тисяч фунтів на рік. «Греміо» міг платити втричі менше, тому запропонував в допомнення будинок вартістю 4,6 мільйона крузадо і додаткові виплати зверху. В результаті молодий бразилець відмовився від італійської пропозиції і незабаром сімейство Морейра переїхало в Гуаружуа, багатий квартал на березі озера Гураїба.
З «Греміо» Ассіс здобув три чемпіонства штату поспіль — 1988, 1989 та 1990 років, а також Кубок Бразилії 1989 року. Втім чудовий початок затьмарила серйозна травма коліна, отримана 1991 року, яка вибила Ассіса з гри на 8 місяців. Пошкодження фактично поставило хрест на серйозній кар'єрі Ассіса Морейри. Півзахисник був запрошений в швейцарський «Сьйон», де за мірками скромного клубу став суперзіркою, забивши 29 голів в 97 матчах і допоміг клубу здобути Кубок Швейцарії у 1995 році.
Того ж року Роберто Ассіс відправився в Португалію у «Спортінг». Однак тут він не зміг стати основним гравцем і провів лише п'ять ігор у сезоні 1995/96, втім став володарем Суперкубка Португалії. У 1996 році він повернувся додому до Бразилії, де грав у командах «Васко да Гама» та «Флуміненсе». Після закінчення Серії А 1996 року та незадовго до зимової перерви сезону 1996/97 року Ассіс повернувся до «Сьйона». Цього разу Ассіс не став основним гравцем, як у перший раз у Швейцарії, зігравши лише 8 ігор за клуб у чемпіонаті, втім став з командою володарем «золотого дубля» — чемпіонату і Кубка Швейцарії.
Перед початком сезону 1997/98 Ассіс повернувся до «Спортінга» і до зимової перерви він забив лише два голи за вісім ігор у чемпіонаті, після чого знову став гравцем «Сьйона», зігравши ще дві гри до кінця сезону і незабаром повернувся в португальську лігу в клуб «Ештрела», де він забив чотири голи в 12 іграх чемпіонату.
Згодом бразилець поїхав до Японії в «Консадолє Саппоро». Тут Ассіс став основним гравцем, і закінчив в другому дивізіоні Джей-Ліги за 28 ігор забив дев'ять голів. Втім команда не змогла підвищитись у класі і Ассіс в подальшому грав за мексиканський «Естудіантес Текос».
У 2000 році він знову повернувся до рідної Бразилії у «Корінтіанс». Після пропущеного чемпіонату 2000 ку у сезоні 2001 Ассіс провів лише одну гру і відправився у французьке «Монпельє». У Лізі 1 дебютував у 6 турі 8 вересня 2001 року в грі проти «Осера» (0:1), замінивши на 86-й хвилині Жоффрея Думенга. До кінця сезону Ассіс зіграв дев'ять матчів, останній у 34 турі проти «Марселя» 4 травня 2002 (0:1), після чого закінчив свою професійну ігрову кар'єру.

## Виступи за збірні
1987 року у складі юнацької збірної Бразилії до 16 років, взяв участь у юнацькому чемпіонаті світу в Канаді. Ассіс зіграв у всіх трьох матчах, але бразильці несподівано не вийшли з групи — вони зіграли 0:0 у перших двох матчах проти Франції та Саудівської Аравії, але програли останню гру проти Австралії (0:1).
1988 року з молодіжною збірної Бразилії до 20 років став переможцем молодіжного чемпіонату Південної Америки. Ця перемога дозволила бразильській «молодіжці» потрапити на молодіжний чемпіонат світу 1989 року у Саудівській Аравії. Тут Ассіс також був основним гравцем, а команда змогла виграти з ним всі три групових матчі, а також чвертьфінал проти Аргентини. Після поразки у півфіналі в грі проти Португалії (0:1) Бразилія виграла матч за третє місце у США. Ассіс зіграв у всіх цих шести матчах.
Крім того Ассіс з олімпійською збірною Бразилії U-23 брав участь у кваліфікації для Олімпійських ігор у 1992, втім команда не подолала відбору, а сам Ассіс після отриманої 1991 року травми до збірних більше не залучався.

## Подальше життя
Після закінчення ігрової кар'єри Ассіс став агентом і радником свого брата Роналдінью. Роберто також є власником футбольного клубу «Порту-Алегрі», що виступає в Лізі Гаушу.
У квітні 2012 року був засуджений в Порту-Алегрі за відмивання грошей та ухилянні від сплати податків на п'ять років і п'ять місяців.

## Титули і досягнення
- Чемпіон Південної Америки (U-20): 1988
- Чемпіон штату Ріу-Гранді-ду-Сул (3):

«Греміо»: 1988, 1989, 1990
- Володар Кубка Бразилії (1):

«Греміо»: 1989
- Чемпіон Швейцарії (1):

«Сьйон»: 1996–97
- Володар Кубка Швейцарії (2):

«Сьйон»: 1994–95, 1996–97
- Володар Суперкубка Португалії (1):

«Спортінг»: 1995

## Особисте життя
Коли Роберто було 18 років, батько у віці 41 року помер від серцевого нападу під час плавання в сімейному басейні. Офіційно було заявлено, що він переніс серцевий напад, але багато хто вважав, що причиною був алкоголь. Подейкували про пристрасть Жуана до алкоголю, і що той потонув п'яним.
Ще до смерті батько завжди брав меншого на 9 років брата Роналдо на домашні матчі Ассіса, що в підсумку і вплинуло на рішення піти тими ж стопами. Пізніше Роналдінью сказав:
«Мій брат — справжній герой для мене. Саме він став прикладом як батька, брата і футболіста»
Їх вітчим Вандерлей помер 6 жовтня 2012 року від інфаркту..
Ассіс одружений з Карлою і має трьох дітей: сина Дієго (нар 1994), який з 2012 року грав у футбол в академії «Фламенго», і дві дочки Роберта і Мелані (нар. 1992);